# 仮面ライダーG
- 仮面ライダーシリーズ > 仮面ライダーG
- 50時間テレビ > SmaSTATION!! Presents SMAP☆がんばりますっ!! > 仮面ライダーG

『仮面ライダーG』（かめんライダージー、欧文表記：MASKED RIDER G）は、2009年（平成21年）1月31日に放映されたテレビ朝日開局50周年記念番組『50時間テレビ』第2夜の『SmaSTATION!! Presents SMAPがんばりますっ!!』内で放映された特撮テレビドラマ作品、および作中で主人公が変身するヒーローの名称である。
パロディではなく、石森プロと仮面ライダーシリーズスタッフの全面協力によって製作された、東映・石森プロ公認のオリジナル仮面ライダーである。

## 概要
『SmaSTATION!!Presents SMAP☆がんばりますっ!!』の企画「SMAPチャレンジ」の1つとして、SMAPの稲垣吾郎は「幼少時の憧れであった仮面ライダーになってみたい」という旨を発案した。これを原作である石森プロと平成ライダーシリーズの制作スタッフが了承・協力して制作されたのが、本作品である。
約15分ほどの短編であるが、「悪の組織によって改造人間にされてしまった主人公が、仮面ライダーとなって悪と戦う」展開や、「採石場を戦闘の舞台として、火薬による大爆発を起こす」といった昭和ライダーシリーズの定番要素が盛り込まれている。また、村上幸平、唐橋充、松田賢二といった平成ライダーシリーズの出演俳優が起用されているほか、物語終盤では放送当時のシリーズ作品『仮面ライダーディケイド』の主人公・ディケイドがGを応援する形でクウガからキバまでの平成ライダー9人と共に登場している。
作中の劇伴には『仮面ライダー555』や『仮面ライダーカブト』用の楽曲が、登場怪人には『仮面ライダーカブト』の成長態ワームが、G専用バイクには『仮面ライダー THE NEXT』版ハリケーンが流用されている。

## あらすじ
西暦2009年。世界各国で勃発するテロに対し、日本政府が創設した対テロ組織のシェードは、その選りすぐられた精鋭たちにより、相応な成果を挙げていた。しかし、それは人間を洗脳・改造して兵器化するという、非人道的な行為があってのものであった。やがてその事実は明るみとなり、シェードは解散され、創始者の徳川清山も逮捕される。
その後、開局50周年を迎えたテレビ朝日の本社ビルは、社員も一般客も和気藹々とした雰囲気に包まれていた。しかし、突如その1階フロアへ武装した一団が乗り込んでくる。各所で銃を構える一団の姿に人々は番組ロケかと笑い合っていたが、駆けつけた守衛たちに一団は平然と発砲する。弾丸は実弾だったのだ。客たちが悲鳴を上げる中、一団は生放送中のテレビ番組のスタジオにも乱入していく。
まもなく、一団の1人であるNo.5は生放送のゲストとして訪れていたシェフの日向恵理を人質に取り、日本政府への要求メッセージ「服役中の徳川清山を釈放せよ」を読み上げる。その姿を見た恵理は、No.5の正体が3年前に失踪した恋人の吾郎であると確信し、スタジオに持参していたワインを一口飲むよう頼み込む。訝しげにワインを口にした吾郎は、自分がシェードに拉致され、洗脳を経て改造人間にされてしまったことを思い出す。すべての記憶を取り戻した吾郎は恵理を守るため、そしてシェードの残党を倒すため、改造人間として異形の姿であるGに変身して戦いに臨む。
一団を倒していく吾郎の前に、一団のリーダーである織田大道が立ちふさがり、フィロキセラワームに変身する。恵理を人質に取られたこともあり、大道の強大な力によって吾郎は劣勢に追い込まれるが、そこに光の壁の中から別世界の仮面ライダーたち10人が現れて仮面ライダーGの称号を吾郎に贈り、激励と共にこの世界の行く末を託す。再起した吾郎はスワリング・ライダーキックを放ち、大道を撃破する。
吾郎は恵理を救出するも彼女の身を案じてそこから離れ、シェードの残党との孤独な戦いに身を投じる決意を固める。事の顛末を獄中から把握していた清山は、Gの仮面を携えた裏切り者である吾郎に「処刑」を意味する青いバラを送るのだった。

## 登場人物
吾郎（） / 仮面ライダーG
シェードの一員として、テレビ朝日へのテロ行為に参加した青年。元はソムリエだったが、物語開始の3年前にシェードに誘拐されて洗脳と改造を施され、改造人間となってしまった。組織内では「No.5（ナンバー・ファイブ）」と呼称される。
本来は温和な性格で、悪に対して毅然とした態度で戦いを挑むなど、勇敢であった。物語冒頭ではシェードの一員として日本政府への犯行声明を読み上げるが、恵理の呼びかけとスタジオに置いてあった彼女の大事なワインを一口飲んだことがきっかけとなり、拉致以前の記憶を取り戻す。その後は恵理を守るべく、シェードとの戦いへ身を投じる。
改造人間ゆえ、生身でも他のシェード隊員を軽々と倒す、銃器をそつなく扱いこなす、高所から叩き落とされても平然と着地するなどの優れた身体能力を発揮する。変身前には、ワインに関する薀蓄を述べながら戦う。
ファミリーネームは明かされておらず、作中でも「吾郎」としか呼ばれていない。

日向 恵理（）
吾郎の恋人であるシェフ。3年前に自分の前から姿を消した吾郎のことを、今でも想い続けている。生放送のテレビ番組に出演中、シェードのテロ事件に巻き込まれ、大道の人質にされてしまう。

織田 大道（） / フィロキセラワーム
テレビ朝日を強襲したシェードの一団を率いる、リーダー格の青年。倒れた守衛にも容赦なく銃弾を撃ち込む残忍な性格に加え、叫ぶような口調で話し、野球にちなんだ単語を言う癖がある。

徳川 清山（）
シェードの創始者。右目に眼帯を着けている不気味な風貌。隊員への洗脳や人体改造実験を行っていたことが発覚し、現在は刑に服する身となっている。裏切り者には、「処刑」を意味する青いバラを送る。作中の描写から、清山自身も改造人間であることが示唆されている。

10人の仮面ライダーたち
『クウガ』から『ディケイド』までの平成仮面ライダーシリーズに登場した10人の主役仮面ライダーたち。フィロキセラワームに苦戦するGの前へ光の壁（『ディケイド』におけるオーロラカーテン）の中から現れ、Gを激励して本作品の世界の行く末を託す。

## 仮面ライダーG
吾郎が、両腕で空中にアルファベットの「G」を描く変身ポーズと共に、「今、僕のヴィンテージが芳醇の時を迎える……変身！」の掛け声で自分専用のワインボトルをベルトのバックルに装着し、変身した姿。「仮面ライダーG」の名は、物語終盤で激励に現れたディケイドたち10人の仮面ライダーから贈られた称号である。
基本色の黒と赤で構成された全身のうち、眼の周囲と胸には大きな「G」が、耳には「O」がそれぞれ配置されており、左側から見ると眼の周囲と合わせて「GO」と読める。マスク部分は、脱着が可能となっている。
必殺技は、ジャンプして横回転しながらキックを撃ち込むスワリング・ライダーキック。技名はG自身が叫んでおり、倒した敵の爆風の中に「G」の文字が浮かび上がる。

### 専用ツール
いずれも正式名称については劇中で語られていない。
変身ベルト
ウィング型コルクスクリューを模したバックルを持つ変身ベルト。後述のワインボトルをバックルに装着することで吾郎を仮面ライダーGへ変身させるほか、さらにバックルの左側のパーツを押し込むことでスワリング・ライダーキックの発動に必要なパワーソースを全身へ充填させる。
ワインボトル
専用のラベル「GORO」が貼られた特殊なワインボトル。中身には何かしらのパワーソースが入っているらしく、仮面ライダーGへの変身やスワリング・ライダーキックの発動に使われている。なお、製造年は「1973」。
剣
胸部の「G」の形状をしたプロテクターから取り出す専用武器。ソムリエナイフを模した剣先とコルクスクリューを模した柄の間にあるグリップに、プロテクターと同様の「G」を配したデザインとなっている。
Gのバイク
テレビ朝日の本社ビル前に停めてあった、仮面ライダーG専用のバイク。大道と恵理が乗ったヘリコプターを追跡した際、激しいバイクアクションのほか、昭和シリーズで見られたような跳躍しての体当たり攻撃も行われた。
- 車輌自体は『THE NEXT』版ハリケーンの流用につき、詳細は仮面ライダーV3 (キャラクター)#『THE NEXT』のハリケーンを参照。

## 怪人
改造人間であるシェードの隊員が人間の姿から変身する怪人たち。本作品が初出であるフィロキセラワームのほか、アキャリナワーム、サブストワーム、ブラキペルマワーム ビリディス、コキリアワームが登場し、後者4体は列挙した順にダニ、ザリガニ、クモ、カタツムリの特性を持つ。なお、劇中では個別名を呼ばれていないため、すべて便宜上『カブト』の登場個体の呼称を表記している。
- フィロキセラワーム以外、スーツにはすべて『仮面ライダーカブト』に登場する地球外生命体ワームのものが流用されている。

### フィロキセラワーム
織田大道の変身後の姿。作中では「フィロキセラ」とのみ呼ばれている。『仮面ライダーディケイド』に先駆けて本作品が初出となる怪人であり、ワインの原材料であるブドウの害虫「ブドウネアブラムシ」（別名：フィロキセラ）がモチーフとなっている。
銃器などの通常兵器がまるで通用しない強固な表皮に覆われた身体で、両腕の刃と頭部の触手を自在に操りながら攻撃する。会話の際には、胸のドクロ模様に人間態の顔が現れる。
- プロデュースを担当した白倉伸一郎は、「ワインといえばフィロキセラ」ということで登場させたが、（ワームは『カブト』からの）流用といえば流用なので後悔が残っているという[2]。
- 書籍『週刊 仮面ライダーオフィシャルパーフェクトファイル』第15号（デアゴスティーニ・ジャパン、2015年）では後述する『ディケイド』の登場個体が2ページにわたって図解されているのみであり、本作品の登場個体については特に触れられていない[3]。また、ウェブサイト『仮面ライダー図鑑』（東映、2019年）でも同様で、G共々やはり触れられていない。

『仮面ライダーディケイド』に登場するフィロキセラワーム
声：望月健一 / 人間態：川岡大次郎
第16話・第17話・第31話に登場。カブトの世界における仮面ライダーカブトであるソウジに擬態して弟切ソウという名でZECTに所属し、仮面ライダーザビーの資格者としてクロックダウンシステムを開発する。
こちらでは頭部の触手を使わず、クロックアップのほか、収納されている羽根を伸ばしての飛行能力も披露する。また、触手には獲物を嗅ぎ当てる鋭敏な嗅覚を備えているうえ、獲物を頑丈な四肢で絡め取った後は体液を啜りつくして枯死させるという攻撃も得意としている。最後はディケイドとカブトのディケイドメテオによって爆散し、クロックダウンシステムも士とソウジによって破壊される。

## キャスト
- 吾郎 / 仮面ライダーG - 稲垣吾郎（SMAP）
- 日向恵理 - 釈由美子
- 織田大道（フィロキセラワームの人間態） - 上地雄輔
- 改造被験者 - 村上幸平
- シェード隊員 - 唐橋充、松田賢二
- アナウンサー - 大下容子（テレビ朝日アナウンサー）
- 警備員 - 横山一敏
- テラスから落下する男 - 永徳
- その他 - 高橋光、中島芙美枝、幸城まなみ、藤田慧
- 徳川清山 - 哀川翔

### 声の出演
- 仮面ライダーディケイド - 井上正大
- 仮面ライダークウガ、仮面ライダー龍騎 - 村井良大[7]
- フィロキセラワーム - 塩野勝美
- ナレーション - 永井一郎

### スーツアクター
- 仮面ライダーG[8] - 渡辺淳
- 仮面ライダーディケイド[8][9] - 高岩成二
- フィロキセラワーム[8][10] - 岡元次郎
- 村岡弘之
- 金田進一
- ワーム（サブストワーム[11]） - 伊藤教人
- 高田将司
- 渡邉昌宏
- 浅井宏輔
- 藤田慧
- 竹中寛幸
- 内川仁朗
- 藤井祐伍
- 森村修一
- 永徳
- 高橋玲
- 横田遼
- 清家利一

## スタッフ
爆発を担当した國米修市は自身のTwitterで、久々に仮面ライダーシリーズに関わったが「昭和っぽい」や「火薬でかすぎ」などと評された旨を述べている。
- 原作 - 石ノ森章太郎（石森章太郎プロ）
- 脚本 - 米村正二
- 監督 - 田村直己（テレビ朝日）
- スーパーバイザー - 小野寺章（石森プロ）、奥田創史（テレビ朝日）
- プロデュース - 梶淳・大江達樹（テレビ朝日）、白倉伸一郎・武部直美・和佐野健一（東映）
- アクション監督 - 村上潤
- 撮影 - いのくままさお
- キャラクターデザイン - 早瀬マサト（石森プロ）、野中剛
- クリーチャーデザイン - 韮沢靖
- 特殊衣裳 - 竹田団吾
- 助監督 - 柿原利幸、原島孝暢、大峯靖弘
- ガンエフェクト - 納富貴久男、田渕寿雄、近藤力、高原浩一、竹原匡俊
- バイクスタント - 西村信宏、河村章夫、伊藤慎
- 技術協力 - 東映ラボ・テック、アップサイド、共立、ブル
- 美術協力 - 大泉美術、東京美工、大澤製作所、松下美術背景、東京衣裳
- 製作プロダクション - 東映東京撮影所
- 制作 - テレビ朝日、東映

## 放送後
本放送時は画面左上のワイプに映像を見るSMAPメンバーやスタジオ出演者の声が被っていたが、2009年11月14日放送の『SmaSTATION!! SMAP☆がんばりますっ!!リクエストスペシャル』では、冒頭に稲垣へのインタビューを追加して右上の番組タイトルテロップ以外は何も被らない本編が再放送された。また、同年3月9日放送の『SMAP×SMAP』（フジテレビ系列）では、「BISTRO SMAP」のコーナーに水嶋ヒロ（『カブト』主演）と佐藤健（『電王』主演）がゲスト出演したことから、本作品の映像が一部放送された。
2009年8月14日配信の短編映像『ネット版 仮面ライダーディケイド オールライダー超スピンオフ』第16話はGのスーツアクターを務めた渡辺淳に焦点を当てた構成となっており、本作品についても触れられている。
本作品は、仮面ライダーシリーズの関連書籍でも紹介されていないことが多い。プロデュースを担当した白倉伸一郎は東映における本作品を「『THE FIRST』ライン同様、別格扱い」と位置付けている旨を2017年1月20日に自身のTwitterで明かしており、権利は東映にあるが番組のコーナーという性質上、改めて取り上げるのは難しい旨を述べている。しかし、2019年にはゲスト出演という扱いで映画『劇場版 仮面ライダージオウ Over Quartzer』への登場を果たしている。その後、同作品は2020年に映像ソフト化や配信開始に至ったが、本作品単体での映像ソフト化は実現していない。
2022年8月19日には人材管理システム「カオナビ」のテレビCMにSMAP解散後も稲垣の同僚である香取慎吾がショッカー戦闘員のリーダー役で出演したことから、インターネット上では「仮面ライダーGと戦ってほしい」との声も挙がったという。
2023年10月22日には稲垣が自身のラジオ番組『編集長 稲垣吾郎』（文化放送）にて本作品を話題に挙げ、歴代ラインナップに掲載されていないことへの愚痴をこぼしたほか、企画が一度きりで終わってしまったことを惜しんだ。また、それゆえに「仮面ライダーファミリー」を称して良いのか迷っているが、本作品への出演についてはとても良い思い出であるとの旨を明かした。

## 他媒体展開

### 他テレビシリーズ
『仮面ライダーディケイド』
フィロキセラワームが登場。

### 映画
『劇場版 仮面ライダージオウ Over Quartzer』（2019年7月26日公開）
『仮面ライダージオウ』の単独映画作品。仮面ライダーGが登場。

## その他
テレビシリーズ『仮面ライダードライブ』最終話（特別編）および同作品の短編DVD『仮面ライダードライブ シークレット・ミッション type ZERO 第0話 カウントダウン to グローバルフリーズ』にはネオシェードという名のテロリスト勢力が登場するが、本作品に登場するシェードとの関係は明言されていない。